# Lispe microptera
Lispe microptera är en tvåvingeart som beskrevs av Seguy 1937. Lispe microptera ingår i släktet Lispe och familjen husflugor.
Artens utbredningsområde är Pakistan. Inga underarter finns listade i Catalogue of Life.